# Dominique Malonga
Dominique Malonga (Châtenay-Malabry, 8 de Janeiro de 1989) é um futebolista francês que atua como atacante. Atualmente, defende o Vicenza.

## Carreira
Tendo iniciado sua carreira nas categorias de base de clubes regionais, passaria também por Tours e Monaco antes de chegar ao Torino, quando tinha dezoito anos. Durante uma temporada e meia, disputaria apenas nove partidas, anotando um gol, sendo emprestado para ganhar experiência em 2 de fevereiro de 2009 ao Foggia, onde marcou uma vez em dez partidas. Após retornar, seria novamente emprestado, desta vez ao Cesena. Tendo conseguido um bom desempenho (oito tentos em 22 partidas), acabou sendo contratado em definitivo pelo clube.
Malonga representou o elenco da Seleção Congolesa de Futebol no Campeonato Africano das Nações de 2015.